# Climie Fisher
Climie Fisher var en brittisk popduo bildad i London 1986 av sångaren Simon Climie (född 7 april 1957 i Fulham i London) och tidigare Naked Eyes-keyboardisten Rob Fisher (född 5 november 1956 i Cheltenham, Gloucestershire, död 25 augusti 1999 i Surrey). Duon är mest känd för 1987 års hitsingel "Love Changes (Everything)" som vann en Ivor Novello Award. Gruppen upplöstes 1990.

## Diskografi
Studioalbum
- Everything (1987)
- Coming In for the Kill (1989)

Singlar
- "This Is Me" – 1986
- "Love Changes (Everything)" – 1987 (#67 på UK Singles Chart)
- "Keeping The Mystery Alive" – 1987
- "Rise To The Occasion" – 1987 (UK #10)
- "Love Changes (Everything)" (re-mix) – 1988 (UK #2)
- "This Is Me" (återutgåva) – 1988 (UK #22)
- "I Won't Bleed For You" – 1988 (UK #35)
- "Love Like A River" – 1988 (UK #22)
- "Facts Of Love" – 1989 (UK #50)
- "Fire On The Ocean" – 1989
- "It's Not Supposed To Be That Way" – 1990[2]

Samlingsalbum
- Keep It Special (1989)